# Chalk

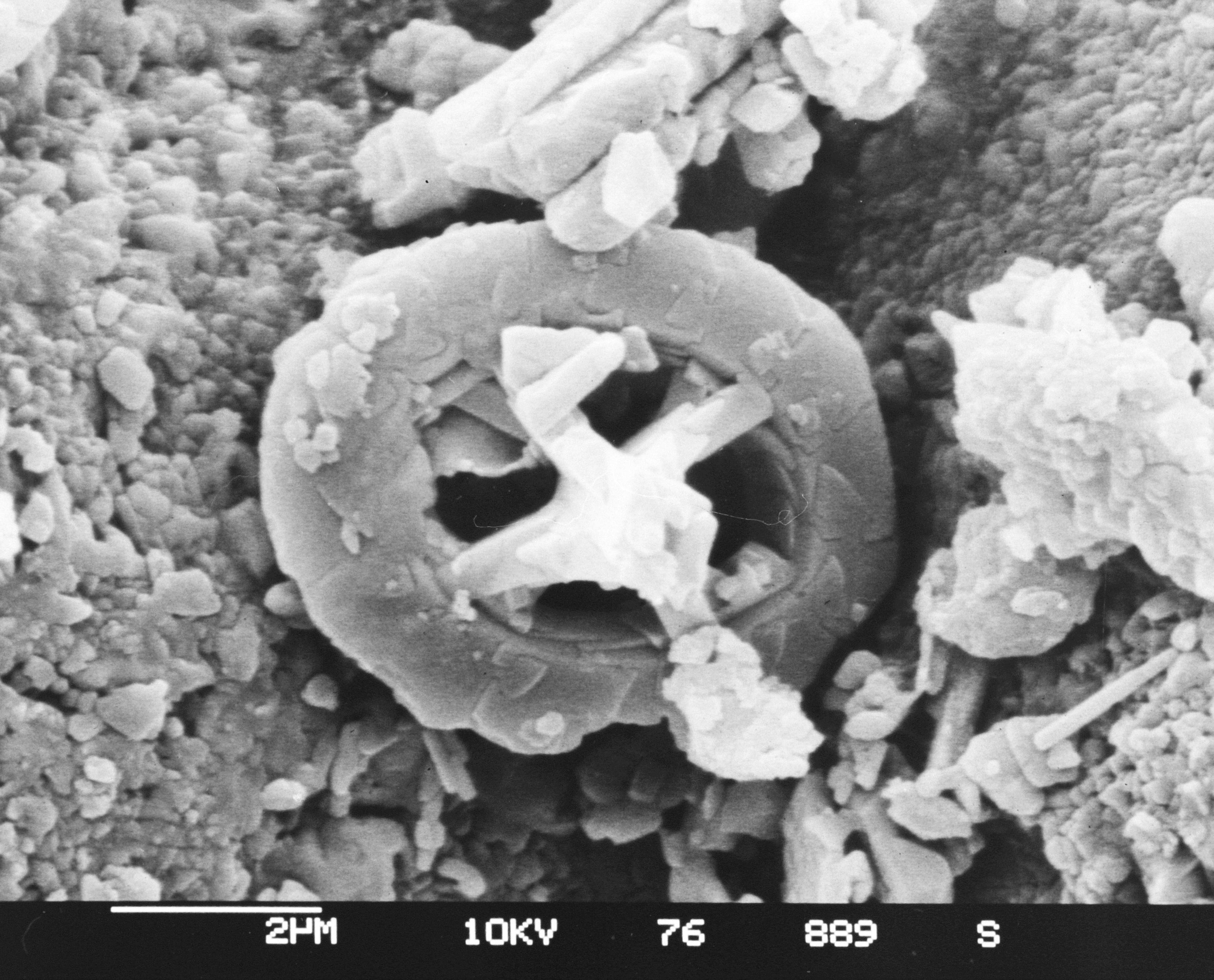
Immagine al microscopio elettronico di un campione di chalk del Cretaceo superiore danese, è visibile una tipica piastra di Prediscosphaera cretacea (Coccolitofori)

La chalk (pronuncia inglese [ʧɔːk]) o craie (pronuncia francese [kʁɛ]) o calcare fine o, poco propriamente,  creta (in linguaggio tecnico anche calcilutite) è una litologia di calcare organogeno estremamente pura.
È formata da calcite pura e da piccole quantità di argilla e altri minerali come quarzo.
Si tratta in effetti di calcare farinoso costituito da frammenti di gusci di microorganismi come coccoliti e Foraminiferi, di dimensioni microscopiche, risalenti al Cretaceo superiore. Può contenere anche resti fossili di Molluschi come Ammoniti e Bivalvi, inoltre Echinodermi e Brachiopodi.
Si tratta di una roccia a grana fine, tenera, effervescente a contatto con acido cloridrico, talora con intercalazioni silicee. Forma grandi ammassi rocciosi bianchi o giallastri, specie nel bacino di Parigi in Francia, Gran Bretagna, Germania.
Si è deposta in ambiente marino pelagico, prevalentemente durante il Cretaceo (dal nome francese della roccia, craie), quando la piattaforma continentale si trovava più in basso rispetto ad oggi. Dato che le aree continentali circostanti erano poco elevate ed aride, la roccia contiene scarse tracce di materiale detritico il cui apporto in mare era minimo, mentre i resti calcarei si depositavano sulla piattaforma.
Una forma rossa deve il suo colore all'ossido di ferro.
È simile per età e caratteristiche alla maiolica.